# Carice van Houten

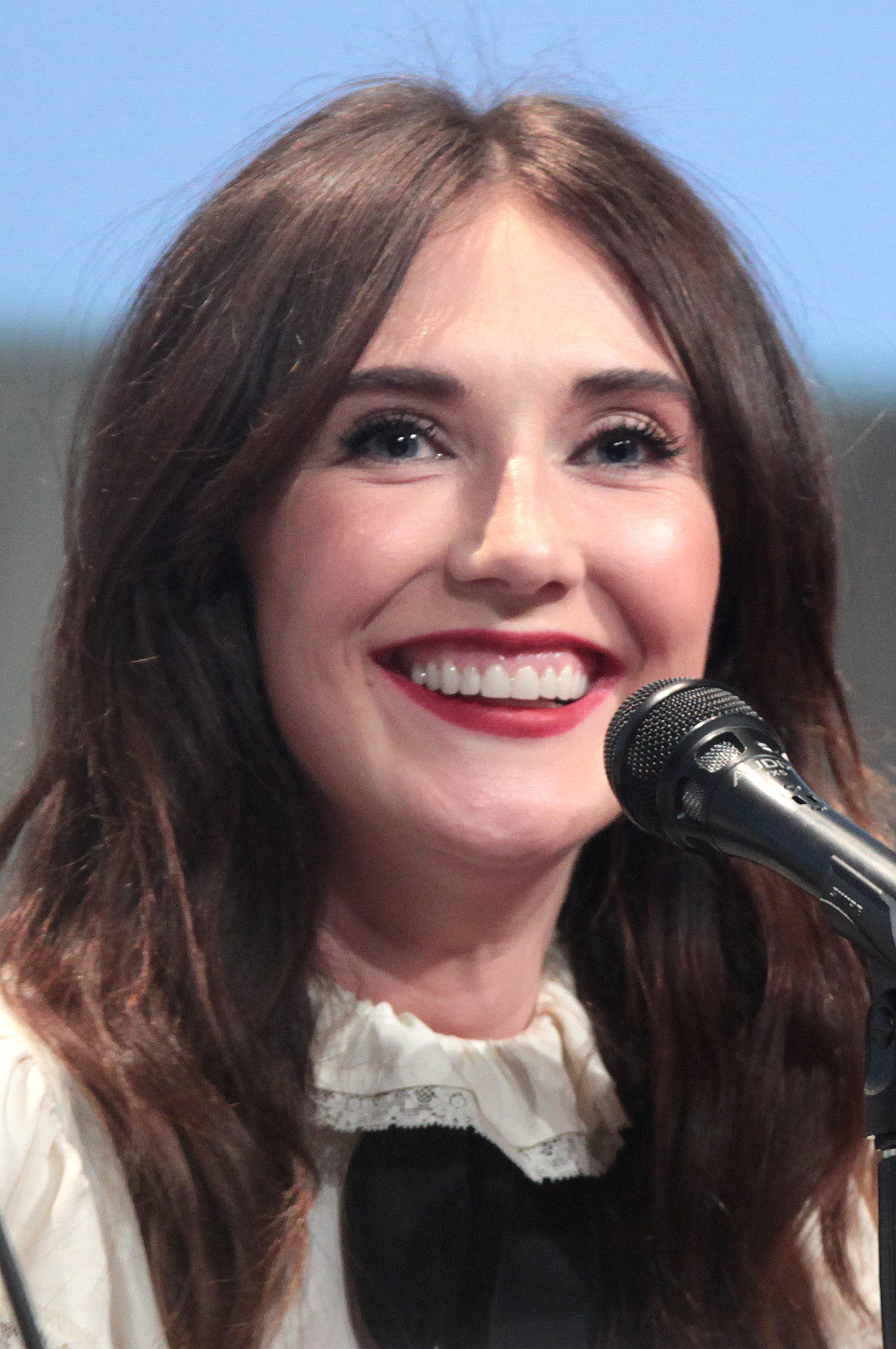
Carice van Houten bei der Comic-Con 2015

Carice Anouk van Houten (anhörenⓘ; * 5. September 1976 in Leiderdorp, Südholland) ist eine niederländische Theater- und Filmschauspielerin. Sie gewann beim Niederländischen Filmfestival fünfmal das Goldene Kalb für ihre Rollen in den Filmen Suzy Q (1999), Die geheimnisvolle Minusch (2001), Black Book (2006), De Gelukkige Huisvrouw (2010) und Black Butterflies (2011).

## Leben
Carice van Houtens Eltern sind Margje Strasse und Theodore van Houten. Sie hat eine jüngere Schwester, Jelka van Houten, die ebenfalls Schauspielerin ist. Ihre Eltern waren beruflich beide beim Fernsehen tätig. Sie ging in Utrecht zum St. Bonifatiuscollege und spielte dort die Hauptrolle in Hugo Claus’ Tijl Uilenspieghel (deutsch: „Till Eulenspiegel“). Danach studierte sie an der Kleinkunstacademie in Amsterdam.
Ihre erste Hauptrolle spielte van Houten in Martin Koolhovens Fernsehfilm Suzy Q. Für ihre Darstellung gewann sie ein Goldenes Kalb. Diesen Preis empfing sie ein zweites Mal für ihre Hauptrolle in dem Film Die geheimnisvolle Minusch im Jahre 2001. In den USA war sie zum ersten Mal im selben Jahr in dem Film AmnesiA zu sehen, bei welchem sie erneut mit Regisseur Martin Koolhoven zusammenarbeitete.
2006 spielte sie in dem Kriegsfilm Black Book die Hauptrolle, wofür sie auf dem Niederländischen Filmfestival ihr bereits drittes Goldenes Kalb gewinnen konnte. Regisseur Paul Verhoeven betonte lobend, er habe noch niemals mit einer so talentierten Schauspielerin zusammengearbeitet. Auch von der internationalen Presse wurde van Houtens Darstellung sehr positiv hervorgehoben.
Dank ihrer Darstellung in Black Book konnte sie nun auch in internationalen Filmproduktionen verstärkt mitwirken und spielte 2008 in Operation Walküre – Das Stauffenberg-Attentat neben Tom Cruise und 2010 in Repo Men neben Jude Law und Forest Whitaker größere Rollen. Von 2012 bis 2019 verkörperte sie die Rolle der Priesterin Melisandre in der US-amerikanischen Fantasy-Serie Game of Thrones. Ursprünglich war sie für die Rolle der Cersei vorgesehen, sagte aber aufgrund der Dreharbeiten zu Intruders ab. 2016 war sie in der Rolle der Leni Riefenstahl in der Filmbiografie Zeit für Legenden über Jesse Owens und dessen Teilnahme an den Olympischen Sommerspielen 1936 zu sehen.
Carice van Houten war bis 2009 mit dem Schauspieler Sebastian Koch liiert, ihrem Partner in dem Film Black Book. Seit 2015 ist sie in einer Beziehung mit Guy Pearce, mit dem sie im August 2016 ihr erstes Kind, einen Sohn, bekam. Im Januar 2025 bestätigte van Houten, dass sie und Guy Pearce schon seit längerer Zeit getrennt sind.

## Filmografie
- 1997: Het Labyrint (Fernsehserie)
- 1997: 3 Ronden (Kurzfilm)
- 1998: Ivory Guardians (Ivoren Wachters)
- 1999: Suzy Q (Fernsehfilm)
- 2000: Goede daden bij daglicht: Op weg (Fernsehfilm)
- 2001: Storm in mijn hoofd
- 2001: AmnesiA
- 2001: De Acteurs (Fernsehserie)
- 2001: Die geheimnisvolle Minusch (Minoes)
- 2002: Het Everzwijn (Kurzfilm)
- 2002: The Wild Boar (Kurzfilm)
- 2002: Luifel & Luifel (Fernsehserie, Folge De Krottenkoning)
- 2003: De Passievrucht
- 2004: Russen (Fernsehserie, Folge De Zevende Getuige)
- 2004: Kopspijkers (Fernsehserie, Folge Dance-4-Life)
- 2005: Boy Meets Girl Stories #1 – Smachten (Kurzfilm)
- 2005: Black Swans (Zwarte zwanen)
- 2005: Lepel
- 2005: Übergeschnappt (Knetter)
- 2006: Ik Omhels Je Met 1000 Armen
- 2006: Ren Lenny ren
- 2006: Koppensnellers (Fernsehserie, Folge 1.16)
- 2006: Black Book (Zwartboek)
- 2007: Alles is liefde
- 2008: Operation Walküre – Das Stauffenberg-Attentat (Valkyrie)
- 2008: Dorothy Mills
- 2009: From Time to Time
- 2009: Love Life – Liebe trifft Leben (Komt een vrouw bij de dokter)
- 2009: Gewoon Hans (Fernsehfilm)
- 2010: Black Death
- 2010: Repo Men
- 2010: De gelukkige huisvrouw
- 2010: In therapie (Fernsehserie, drei Folgen)
- 2010: Kleinster kürzester Film (Kurzfilm)
- 2011: Black Butterflies
- 2011: Intruders
- 2012: Jackie – Wer braucht schon eine Mutter (Jackie)
- 2012: Alles is familie
- 2012: Antony and the Johnsons: Cut the World (Kurzfilm)
- 2012–2019: Game of Thrones (Fernsehserie, 29 Folgen)
- 2013: Inside Wikileaks – Die fünfte Gewalt (The Fifth Estate)
- 2015: Die Simpsons (The Simpsons, Folge Let's Go Fly a Coot, Stimme)
- 2016: Zeit für Legenden (Race)
- 2016: Brimstone
- 2016: Incarnate – Teuflische Besessenheit (Incarnate)
- 2019: The Glass Room
- 2019: Domino – A Story of Revenge (Domino)
- 2019: Instinct
- 2019–2021: Temple (Fernsehserie, 15 Folgen)
- 2020: Lost Girls and Love Hotels
- 2020–2021: Red Light (Fernsehserie, acht Folgen)
- 2022: Gefährliche Liebschaften (Dangerous Liaisons, Fernsehserie, sieben Folgen)

## Diskografie
- 2006: Black Book
- 2012: See You On The Ice

## Auszeichnungen

### Filmpreise
- Goldenes Kalb 1999: Beste Fernsehschauspielerin – Suzy Q
- Camério 2002: Beste Darstellerin – Undercover Kitty
- Goldenes Kalb 2002: Beste Darstellerin – Undercover Kitty
- Artek 2005: Beste Darstellerin – Undercover Kitty
- Goldenes Kalb 2006: Beste Darstellerin – Black Book
- Europäischer Filmpreis 2007: nominiert als Beste Darstellerin – Black Book
- Deutscher Filmpreis 2008: nominiert als Beste Darstellerin – Black Book
- Goldenes Kalb 2010: Beste Darstellerin – De gelukkige huisvrouw
- Goldenes Kalb 2011: Beste Darstellerin – Black Butterflies

### Theaterpreise
- Pisuisse-Preis 1999
- Top-Naeff-Preis 2000

### Weitere Preise
- Elle-Personal-Style-Award 2006